# Láda (település)
Ez a cikk a településről szól. A bútordarabot lásd itt: láda.
Láda (szlovákul: Lada): község Szlovákiában, az Eperjesi kerület Eperjesi járásában.

## Fekvése
Eperjestől 10 km-re északkeletre, a Szekcső-patak kanyarulata mellett fekszik.

## Története
A 18. század végén Vályi András így ír róla: „LÁDA. Tót falu Sáros Vármegy. földes Ura Kapi Uraság, lakosai többen evangelikusok, fekszik Kapinak szomszédságában, és annak filiája, határja jó gabonát terem, fája van, legelője is elég.”
Fényes Elek 1851-ben kiadott geográfiai szótárában így ír a faluról: „Lada, tót falu, Sáros vmegyében, Kapihoz 1/2 órányira: 74 kath., 201 evang., 16 zsidó lak. Földje jó rozsot terem. F. u. Kapy nemzetség.”
1920 előtt Sáros vármegye Eperjesi járásához tartozott.

## Népessége
| Év:            | 1994. | 2004.   | 2014.   | 2024.   |
| -------------- | ----- | ------- | ------- | ------- |
| Emberek száma: | 757   | 822     | 835     | 837     |
| Eltérés:       |       | +8,58 % | +1,58 % | +0,23 % |

| Év:            | 2023. | 2024.   |
| -------------- | ----- | ------- |
| Emberek száma: | 833   | 837     |
| Eltérés:       |       | +0,48 % |

1910-ben 236, túlnyomórészt szlovák lakosa volt.
2001-ben 806 lakosából 802 szlovák volt.
2011-ben 825 lakosából 779 szlovák.